# 50 найвизначніших гравців в історії НБА
Список 50 найвизначніших гравців в історії НБА було складено 1996 року до п'ятдесятиріччя Національної баскетбольної асоціації. До списку увійшли п'ятдесят найкращих гравців, які виступали в асоціації у перші 50 років її історії; критеріями для включення були не тільки високі ігрові якості, але і професіоналізм, лідерські здібності та внесок у розвиток баскетболу. Складанням списку займалася спеціальна комісія з п'ятдесяти осіб, до якої увійшли 16 колишніх гравців, 13 спортивних журналістів (представників друкованої преси і телебачення) і 21 представник клубів асоціації: колишні й сучасні менеджери, головні тренери і президенти. З останньої групи семеро також були колишніми гравцями НБА.
Список 29 жовтня 1996 року в Нью-Йорку оприлюднив комісар НБА Девід Стерн. Пізніше, на Матчі всіх зірок 1997 року в Клівленді, відбулося вшанування гравців, що увійшли до списку, з яких були відсутні тільки троє: Піт Маравіч помер у 1988 році, Шакіл О'Ніл був травмований і проходив лікування, а Джеррі Вест лежав у лікарні.
| Гравець             | Роки в НБА                      | Клуби НБА, за які виступав |
| ------------------- | ------------------------------- | --- |
| Карім Абдул-Джаббар | 1969-1989                       | Мілвокі Бакс, Лос-Анджелес Лейкерс                                                                                            |
| Вес Анселд          | 1968-1981                       | Балтимор / Кепітал / Вашингтон Буллитс                                                                                        |
| Пол Аризин          | 1950-1962                       | Філадельфія Ворріорс |
| Нейт Арчибальд      | 1970-1984                       | Цинциннаті Роялс / Канзас-Сіті Кінгс, Нью-Йорк Нетс, Бостон Селтікс, Мілвокі Бакс                                             |
| Чарлз Барклі        | 1984-2000                       | Філадельфія Севенті-Сіксерс, Фінікс Санз, Х'юстон Рокетс                                                                      |
| Ларрі Берд          | 1979-1992                       | Бостон Селтікс |
| Дейв Бінг           | 1966-1978                       | Детройт Пістонс, Вашингтон Буллитс, Бостон Селтікс                                                                            |
| Елджін Бейлор       | 1958-1971                       | Міннеаполіс / Лос-Анджелес Лейкерс                                                                                            |
| Рік Беррі           | 1965-1980                       | Сан-Франциско / Голден-Стейт Ворріорс, Нью-Йорк Нетс, Х'юстон Рокетс                                                          |
| Ленні Вілкенс       | 1960-1975                       | Атланта Гокс, Сіетл Суперсоникс, Клівленд Кавальєрс, Портленд Трейл-Блейзерс                                                  |
| Білл Волтон         | 1974-1987                       | Портленд Трейл-Блейзерс, Сан-Дієго / Лос-Анджелес Кліпперс, Бостон Селтікс                                                    |
| Джеймс Ворті        | 1982-1994                       | Лос-Анджелес Лейкерс |
| Джеррі Вест         | 1960-1974                       | Лос-Анджелес Лейкерс |
| Джон Гавличек       | 1962-1978                       | Бостон Селтікс |
| Елвін Гейз          | 1968-1984                       | Сан-Дієго / Х'юстон Рокетс, Балтимор / Кепітал / Вашингтон Буллитс                                                            |
| Джордж Гервін       | 1974-1986                       | Сан-Антоніо Сперс, Чикаго Буллз                                                                                               |
| Гел Грір            | 1958-1973                       | Сиракьюс Нейшенелс / Філадельфія Севенті-Сіксерс                                                                              |
| Дейв Дебушер        | 1962-1974                       | Детройт Пістонс, Нью-Йорк Нікс                                                                                                |
| Сем Джонс           | 1957-1969                       | Бостон Селтікс |
| Меджик Джонсон      | 1979-1992, 1996                 | Лос-Анджелес Лейкерс |
| Майкл Джордан       | 1984-1993, 1996—1998, 2001—2003 | Чикаго Буллз, Вашингтон Візардс                                                                                               |
| Клайд Дрекслер      | 1983-1998                       | Портленд Трейл-Блейзерс, Х'юстон Рокетс                                                                                       |
| Джуліус Ірвінг      | 1973-1987                       | Нью-Йорк Нетс, Філадельфія Севенті-Сіксерс                                                                                    |
| Біллі Каннінгем     | 1965-1976                       | Філадельфія Севенті-Сіксерс                                                                                                   |
| Боб Коузі           | 1950-1970                       | Бостон Селтікс, Цинциннаті Роялс                                                                                              |
| Дейв Ковенс         | 1970-1983                       | Бостон Селтікс, Мілвокі Бакс                                                                                                  |
| Джеррі Лукас        | 1963-1974                       | Цинциннаті Роялс, Сан-Франциско Ворріорс, Нью-Йорк Нікс                                                                       |
| Кевін Макгейл       | 1980-1993                       | Бостон Селтікс |
| Піт Маравич         | 1970-1980                       | Атланта Гокс, Нью-Орлеан / Юта Джаз, Бостон Селтікс                                                                           |
| Джордж Майкен       | 1948-1956                       | Міннеаполіс Лейкерс |
| Ерл Монро           | 1967-1980                       | Балтимор Буллітс, Нью-Йорк Нікс                                                                                               |
| Карл Мелоун         | 1985-2003                       | Юта Джаз, Лос-Анджелес Лейкерс                                                                                                |
| Мозес Мелоун        | 1976-1995                       | Буффало Брэйвс, Х'юстон Рокетс, Філадельфія Севенті-Сіксерс, Вашингтон Буллитс, Атланта Гокс, Мілвокі Бакс, Сан-Антоніо Сперс |
| Хакім Оладжювон     | 1984-2002                       | Х'юстон Рокетс, Торонто Репторс                                                                                               |
| Шакіл О'Ніл         | 1992-2011                       | Орландо Меджик, Лос-Анджелес Лейкерс, Маямі Гіт, Фінікс Санз, Клівленд Кавальєрс, Бостон Селтікс                              |
| Боб Петтіт          | 1954-1965                       | Мілвокі / Сент-Луїс Гокс |
| Скотті Піппен       | 1987-2004                       | Чикаго Буллз, Х'юстон Рокетс, Портленд Трейл-Блейзерс                                                                         |
| Роберт Періш        | 1976-1997                       | Голден-Стейт Ворріорс, Бостон Селтікс, Шарлотт Горнетс, Чикаго Буллз                                                          |
| Білл Расселл        | 1956-1969                       | Бостон Селтікс |
| Вілліс Рід          | 1964-1974                       | Нью-Йорк Нікс |
| Оскар Робертсон     | 1960-1974                       | Цинциннаті Роялс, Мілвокі Бакс                                                                                                |
| Девід Робінсон      | 1989-2003                       | Сан-Антоніо Сперс |
| Джон Стоктон        | 1984-2003                       | Юта Джаз |
| Нейт Термонд        | 1963-1977                       | Сан-Франциско / Голден-Стейт Ворріорс, Чикаго Буллз, Клівленд Кавальєрс                                                       |
| Айзея Томас         | 1981-1994                       | Детройт Пістонс |
| Волт Фрейзер        | 1967-1980                       | Нью-Йорк Нікс, Клівленд Кавальєрс                                                                                             |
| Вілт Чемберлен      | 1959-1973                       | Філадельфія / Сан-Франциско Ворріорс, Філадельфія Севенті-Сіксерс, Лос-Анджелес Лейкерс                                       |
| Дольф Шеєс          | 1948-1964                       | Сірак'юс Нейшенелс / Філадельфія Севенті-Сіксерс                                                                              |
| Білл Шерман         | 1950-1961                       | Вашингтон Кепіталс, Бостон Селтікс                                                                                            |
| Патрік Юінг         | 1985-2002                       | Нью-Йорк Нікс, Сіетл Суперсонікс, Орландо Меджик                                                                              |

## 10 найкращих команд в історії НБА
| Сезон   | Команда                     | Статистика   | Виступ у плей-офф     | Склад і головний тренер | Гравці, обрані до Зали слави                       | Гравці зі списку 50 найбільших гравців | Прим.  |
| ------- | --------------------------- | ------------ | --------------------- | --- | -------------------------------------------------- | -------------------------------------- | ------ |
| 1964-65 | Бостон Селтікс              | 62-18 (.775) | Виграли у фіналі 1965 | Рон Бонем, Мел Каунтс, Джон Гавличек, Те Гейнсон, Кей Сі Джонс, Сем Джонс, Віллі Ноллс, Бево Нордманн, Білл Расселл, Сатч Сандерс, Ларрі Зігфрід, Джон Томпсон, Джеррі Ворд, тренер Ред Ауербах                                                             | 5 (К. Джонс, С. Джонс, Гейнсон, Расселл, Гавличек) | 3 (С. Джонс, Расселл, Гавличек)        | [ 1 ]  |
| 1966-67 | Філадельфія Севенті-Сіксерс | 68-13 (.840) | Виграли у фіналі 1967 | Вілт Чемберлейн, Ларрі Костелло, Біллі Каннінгем, Дейв Гембі, Гел Грір, Метт Гукас, Люсіус Джексон, Волі Джонс, Білл Мелчионні, Чет Вокер, Боб Вейсс, тренер Алекс Ганнум                                                                                   | 4 (Грір, Чемберлейн, Каннінгем, «Вокер»)           | 3 (Грір, Чемберлейн, Каннінгем)        | [ 2 ]  |
| 1969-70 | Нью-Йорк Нікс               | 60-22 (.732) | Виграли у фіналі 1970 | Дік Барнетт, Нейт Боуман, Білл Бредлі, Дейв Дебуше, Волт Фрейзер, Білл Госкет, Дон Мей, Вілліс Рід, Майк Ріордан, Кеззі Расселл, Дейв Стеллворт, Джон Воррен, тренер Ред Голцман                                                                            | 4 (Фрейзер, Бредлі, Дебуше, Рід)                   | 3 (Фрейзер, Дебуше, Рід)               | [ 3 ]  |
| 1971-72 | Лос-Анджелес Лейкерс        | 69-13 (.841) | Виграли у фіналі 1972 | Елджін Бейлор, Вілт Чемберлейн, Джим Клімонс, Лерой Елліс, Кейт Еріксон, Гейл Гудрич, Геппі Гейрстон, Джим Макмілліан, Пет Райлі, Флінн Робінсон, Джон Трепп, Джеррі Вест, тренер Білл Шерман                                                               | 4 (Гудріч, Вест, Чемберлейн, Бейлор)               | 3 (Вест, Чемберлейн, Бейлор)           | [ 4 ]  |
| 1982-83 | Філадельфія Севенті-Сіксерс | 65-17 (.793) | Виграли у фіналі 1983 | Джей Джей Андерсон, Моріс Чикс, Ерл К'юртон, Франклін Едвардс, Джуліус Ірвінг, Марк Аяварон, Клемон Джонсон, Реджі Джонсон, Боббі Джонс, Мозес Мелоун, Марк Макнамара, Клінт Річардсон, Расс Шейні, Ендрю Тоуні, тренер Біллі Каннінгем                     | 2 (Ірвінг, Мелоун)                                 | 2 (Ірвінг, Мелоун)                     | [ 5 ]  |
| 1985-86 | Бостон Селтікс              | 67-15 (.817) | Виграли у фіналі 1986 | Денні Ейндж, Ларрі Берд, Рік Карлайл, Денніс Джонсон, Грег Кайт, Кевін Макгейл, Роберт Періш, Джеррі Січтінг, Девід Тердкілл, Сем Вінсент, Білл Волтон, Скотт Ведман, Слай Вільямс, тренер Кей Сі Джонс                                                     | 5 (Макгейл, Берд, Періш, Волтон, Джонсон)          | 4 (Макгейл, Берд, Періш, Волтон)       | [ 6 ]  |
| 1986-87 | Лос-Анджелес Лейкерс        | 65-17 (.793) | Виграли у фіналі 1987 | Карім Абдул-Джаббар, Едріан Бранч, Френк Бріковскі, Майкл Купер, Ей Сі Грін, Меджік Джонсон, Вес Меттьюз, Курт Рембіс, Майк Смрек, Байрон Скотт, Біллі Томпсон, Майкл Томпсон, Джеймс Ворті, тренер Пет Райлі                                               | 3 (Джонсон, Ворті, Абдул-Джаббар)                  | 3 (Джонсон, Ворті, Абдул-Джаббар)      | [ 7 ]  |
| 1988-89 | Детройт Пістонс             | 63-19 (.768) | Виграли у фіналі 1989 | Марк Агірре, Едріан Дентлі, Дерріл Доукінс, Фенніс Дембо, Джо Думарс, Джеймс Едвардс, Стів Гарріс, Вінні Джонсон, Білл Леймбір, Джон Лонг, Рік Махорн, Пейс Менніон, Денніс Родман, Джим Ровінскі, Джон Селлі, Айзея Томас, Майкл Вільямс, тренер Чак Дейлі | 4 (Томас, Думарс, Дантлі, Родман)                  | 1 (Томас)                              | [ 8 ]  |
| 1991-92 | Чикаго Буллз                | 67-15 (.817) | Виграли у фіналі 1992 | Бі Джей Армстронг, Білл Картрайт, Горас Грант, Боб Генсен, Крейг Годжес, Денніс Гопсон, Майкл Джордан, Стейсі Кінг, Кліфф Левінгстон, Чак Невітт, Джон Паксон, Вілл Пердью, Скотті Піппен, Марк Рендалл, Рорі Спарроу, Скотт Вільямс, тренер Філ Джексон    | 2 (Джордан, Піппен)                                | 2 (Джордан, Піппен)                    | [ 9 ]  |
| 1995-96 | Чикаго Буллз                | 72-10 (.878) | Виграли у фіналі 1996 | Ренді Браун, Джад Бюхлер, Джейсон Каффі, Джеймс Едвардс, Джек Гейлі, Рон Гарпер, Майкл Джордан, Стів Керр, Люк Лонглі, Тоні Кукоч, Скотті Піппен, Денніс Родман, Джон Селлі, Дікі Сімпкінс, Білл Веннінгтон, тренер Філ Джексон                             | 3 (Джордан, Піппен, Родман)                        | 2 (Джордан, Піппен)                    | [ 10 ] |